# Miéry
Miéry est une commune française située dans le département du Jura, dans la région culturelle et historique de Franche-Comté et la région administrative Bourgogne-Franche-Comté.

## Géographie
La commune de Miéry est située dans le Revermont, aux pieds du premier plateau du Jura et jouxte la ville de Poligny, capitale du Comté.

### Climat
Pour des articles plus généraux, voir Climat de la Bourgogne-Franche-Comté et Climat du département du Jura.
En 2010, le climat de la commune est de type climat de montagne, selon une étude du Centre national de la recherche scientifique s'appuyant sur une série de données couvrant la période 1971-2000. En 2020, Météo-France publie une typologie des climats de la France métropolitaine dans laquelle la commune est exposée à un climat semi-continental et est dans la région climatique  Jura, caractérisée par une forte pluviométrie en toutes saisons (1 000 à 1 500 mm/an), des hivers rigoureux et un ensoleillement médiocre. 
Pour la période 1971-2000, la température annuelle moyenne est de 10,5 °C, avec une amplitude thermique annuelle de 17,4 °C. Le cumul annuel moyen de précipitations est de 1 361 mm, avec 13,5 jours de précipitations en janvier et 9,2 jours en juillet. Pour la période 1991-2020, la température moyenne annuelle observée sur la station météorologique de Météo-France la plus proche, « Le Fied_sapc », sur la commune du Fied à 6 km à vol d'oiseau, est de 9,8 °C et le cumul annuel moyen de précipitations est de 1 434,5 mm. 
La température maximale relevée sur cette station est de 37,3 °C, atteinte le 19 juillet 2022 ; la température minimale est de −28,4 °C, atteinte le 20 décembre 2009,,. 
Les paramètres climatiques de la commune ont été estimés pour le milieu du siècle (2041-2070) selon différents scénarios d'émission de gaz à effet de serre à partir des nouvelles projections climatiques de référence DRIAS-2020. Ils sont consultables sur un site dédié publié par Météo-France en novembre 2022.

## Urbanisme

### Typologie
Au 1er janvier 2024, Miéry est catégorisée commune rurale à habitat dispersé, selon la nouvelle grille communale de densité à sept niveaux définie par l'Insee en 2022.
Elle est située hors unité urbaine. Par ailleurs la commune fait partie de l'aire d'attraction de Poligny, dont elle est une commune de la couronne,. Cette aire, qui regroupe 22 communes, est catégorisée dans les aires de moins de 50 000 habitants,.

### Occupation des sols
L'occupation des sols de la commune, telle qu'elle ressort de la base de données européenne d’occupation biophysique des sols Corine Land Cover (CLC), est marquée par l'importance des territoires agricoles (77,8 % en 2018), une proportion identique à celle de 1990 (77,8 %). La répartition détaillée en 2018 est la suivante : 
prairies (58,7 %), forêts (22,2 %), zones agricoles hétérogènes (18,9 %), terres arables (0,2 %). L'évolution de l’occupation des sols de la commune et de ses infrastructures peut être observée sur les différentes représentations cartographiques du territoire : la carte de Cassini (XVIIIe siècle), la carte d'état-major (1820-1866) et les cartes ou photos aériennes de l'IGN pour la période actuelle (1950 à aujourd'hui).

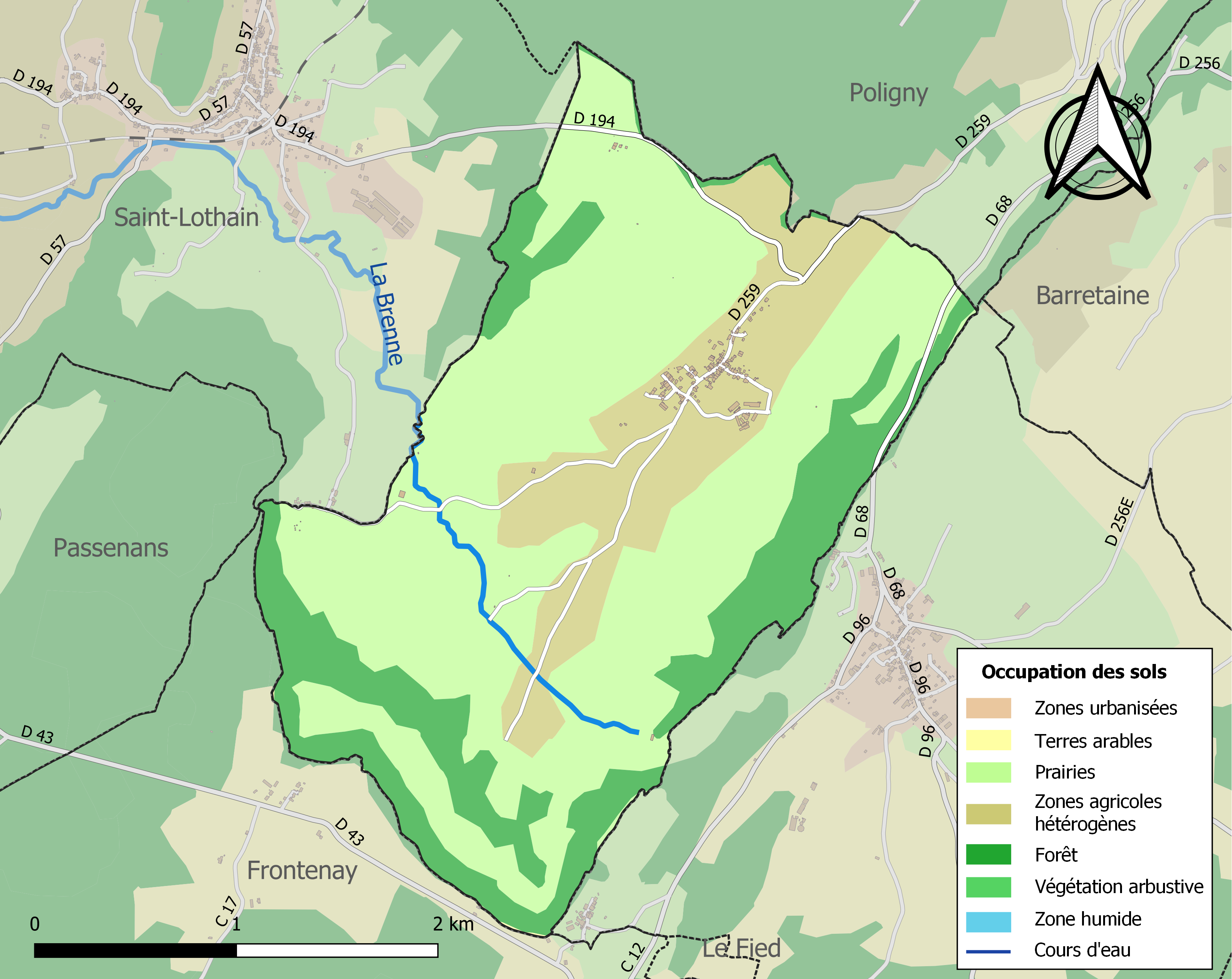
Carte des infrastructures et de l'occupation des sols de la commune en 2018 (CLC).

## Politique et administration

### Tendances politiques et résultats

#### Élections Présidentielles
Le village de Miéry place en tête à l'issue du premier tour de l'élection présidentielle française de 2017, Marine Le Pen (RN) avec 27,27 % des suffrages. Mais lors du second tour, Emmanuel Macron (LaREM) est en tête avec 58,14 %.

#### Élections Régionales
Le village de Miéry place la liste "Pour Une Région Qui Vous Protège" menée par Julien Odoul (RN), dès le 1er tour des élections régionales de 2021 en Bourgogne-Franche-Comté, avec 24,53 % des suffrages. Lors du second tour, les habitants décideront de placer la liste de "Notre Région Par Cœur" menée par Marie-Guite Dufay, présidente sortante (PS) en tête, avec cette fois-ci, près de 46.00 % des suffrages. Devant les autres listes menées par Julien Odoul (RN) en seconde position avec 24,00 %, Gilles Platret (LR), troisième avec 20,00 % et en dernière position celle de Denis Thuriot (LaREM) avec 10,00 %. Il est important de souligner une abstention record lors de cette élection qui n'ont pas épargné le village de Miéry avec lors du premier tour 54,33 % d'abstention et au second, 56,69 %.

#### Élections Départementales
Le village de Miéry faisant partie du Canton de Bletterans place le binôme de Philippe Antoine (LaREM) et Danielle Brulebois (LaREM), en tête, dès le 1er tour des élections départementales de 2021 dans le Jura, avec 50,00 % des suffrages. Lors du second tour, les habitants décideront de placer de nouveau le binôme de Philippe Antoine (LaREM) et Danielle Brulebois (LaREM), en tête, avec cette fois-ci, près de 70.59 % des suffrages. Devant l'autre binôme menée par Josiane Hoellard (RN) et Michel Seuret (RN) qui obtient 29,41 %. Il est important de souligner une abstention record lors de cette élection qui n'ont pas épargné le village de Miéry avec lors du premier tour 54,33 % d'abstention et au second, 56,69 %.

### Liste des maires de Miéry
| Période    | Période  | Identité            | Étiquette | Qualité       |
| ---------- | -------- | ------------------- | --------- | ------------- |
| avant 1995 | ?        | Paul Roy            |           |               |
| 2001       | 2020     | Jean-Pierre Koegler | SE        | Fonctionnaire |
| 2020       | en cours | Daniel Bertocchi    |           |               |

## Démographie
L'évolution du nombre d'habitants est connue à travers les recensements de la population effectués dans la commune depuis 1793. Pour les communes de moins de 10 000 habitants, une enquête de recensement portant sur toute la population est réalisée tous les cinq ans, les populations de référence des années intermédiaires étant quant à elles estimées par interpolation ou extrapolation. Pour la commune, le premier recensement exhaustif entrant dans le cadre du nouveau dispositif a été réalisé en 2007.

En 2022, la commune comptait 139 habitants, en évolution de −9,15 % par rapport à 2016 (Jura : −0,81 %, France hors Mayotte : +2,11 %).
| 1793 | 1800 | 1806 | 1821 | 1831 | 1836 | 1841 | 1846 | 1851 |
| ---- | ---- | ---- | ---- | ---- | ---- | ---- | ---- | ---- |
| 490  | 513  | 581  | 552  | 579  | 589  | 584  | 560  | 541  |

| 1856 | 1861 | 1866 | 1872 | 1876 | 1881 | 1886 | 1891 | 1896 |
| ---- | ---- | ---- | ---- | ---- | ---- | ---- | ---- | ---- |
| 507  | 470  | 441  | 424  | 421  | 417  | 386  | 370  | 363  |

| 1901 | 1906 | 1911 | 1921 | 1926 | 1931 | 1936 | 1946 | 1954 |
| ---- | ---- | ---- | ---- | ---- | ---- | ---- | ---- | ---- |
| 318  | 304  | 310  | 263  | 244  | 235  | 237  | 229  | 213  |

| 1962 | 1968 | 1975 | 1982 | 1990 | 1999 | 2006 | 2007 | 2012 |
| ---- | ---- | ---- | ---- | ---- | ---- | ---- | ---- | ---- |
| 180  | 154  | 139  | 113  | 105  | 104  | 131  | 135  | 154  |

| 2017 | 2022 | - | - | - | - | - | - | - |
| ---- | ---- | - | - | - | - | - | - | - |
| 152  | 139  | - | - | - | - | - | - | - |

## Économie
Miéry compte trois exploitations agricoles, un viticulteur, un apiculteur, un photographe et une agence de communication.

## Culture locale et patrimoine

### Lieux et monuments
- Croix rouge ; sortie ouest de Miéry.
- Croix d'or ; sortie ouest de Miéry.
- Ancien château en entrant dans Miéry (propriété privée).
- Maisons de maître au centre du village.
- Ancienne fruitière à comté au village, "Le Chalet".
- Fontaines en pierre un peu partout dans le village.

### Personnalités liées à la commune

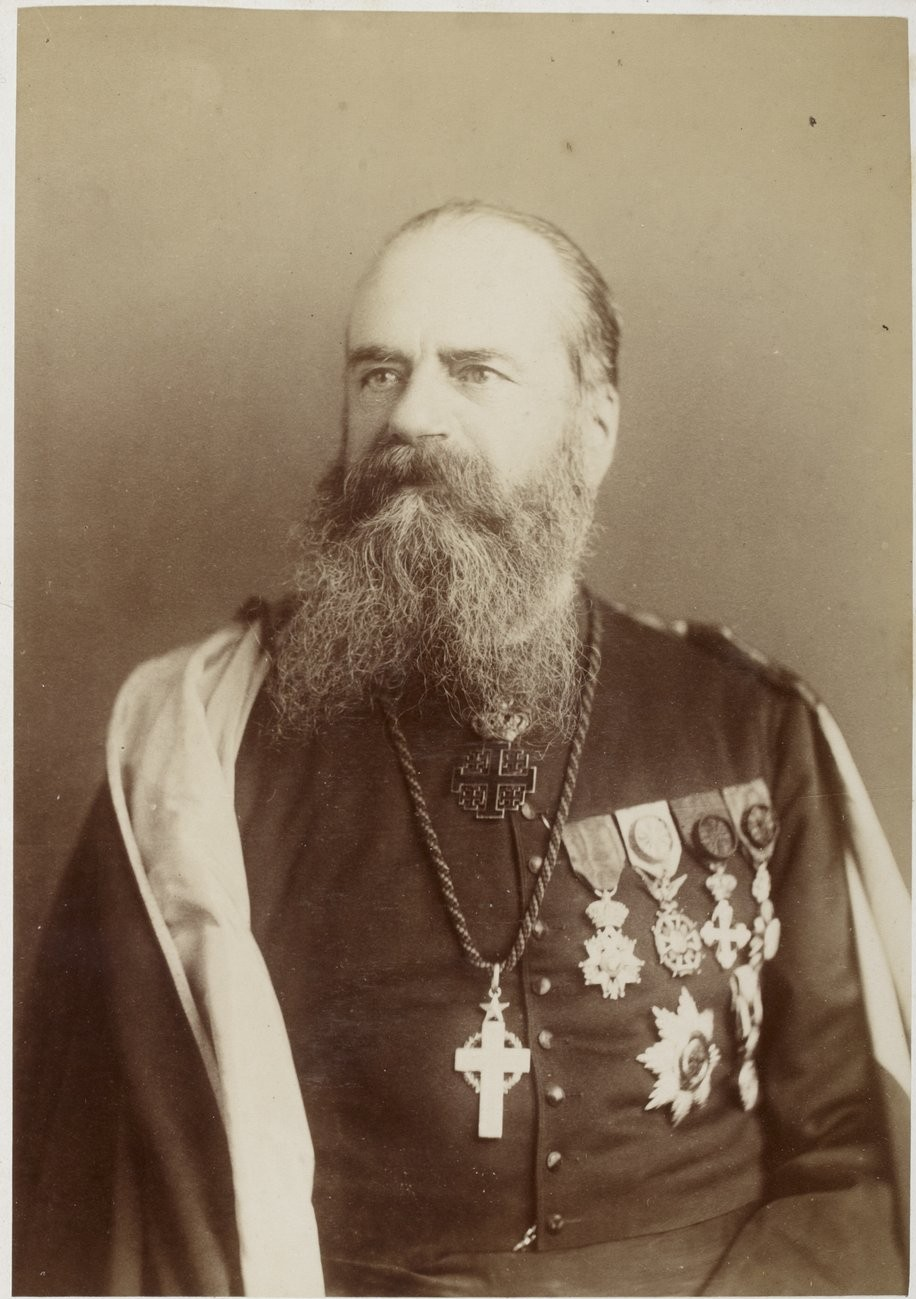
Emmanuel Domenech en 1884.

- L'abbé Emmanuel Domenech (1825-1903), qui fut curé du village (après avoir été curé de Montagna-le-Reconduit) et qui a écrit en 1883 Les confessions d'un curé de campagne, ouvrage retraçant son ministère[20].
- José Martin, né à Miéry en 1891, parti aux Etats-Unis en1928, naturalisé américain en 1937, mort à Dallas (Texas) en 1985, ville où il réalise ses œuvres majeures. En France : monuments aux morts de Saint-Lothain, Jura, de Danjoutin ; médaillon en bronze de Pasteur au centre hospitalier de Lons-le-Saunier, etc. Pour la carrière aux EU, voir .

### Héraldique
| Blason de Miéry | Blason  | Tiercé en pairle renversé : au 1er de sinople à la gerbe de blé liée de gueules, au 2e d'or au gril de gueules posé en pal, la poignée en bas, au 3e d'azur à trois fasces ondées d'argent. |
| Blason de Miéry | Détails | Adopté par la municipalité. |